# Scott Jamieson
Scott Alexander Jamieson, född 13 oktober 1988 i Auburn, Sydney, är en australisk fotbollsspelare som spelar för Melbourne City.